# Fenerivia richardiana
Fenerivia richardiana är en kirimojaväxtart som först beskrevs av Henri Ernest Baillon, och fick sitt nu gällande namn av Richard M.K. Saunders. Fenerivia richardiana ingår i släktet Fenerivia och familjen kirimojaväxter. Inga underarter finns listade i Catalogue of Life.